# Turku Trojans
Les Turku Trojans sont un club finlandais de football américain basé à Turku. Le club fut fondé en 1982.

## Palmarès
- Champion de Finlande : 2003
- Vice-champion de Finlande : 1984, 1987, 1992, 1993, 1994, 1998, 1999, 2002, 2004